# Reformierte Kirche Gossau

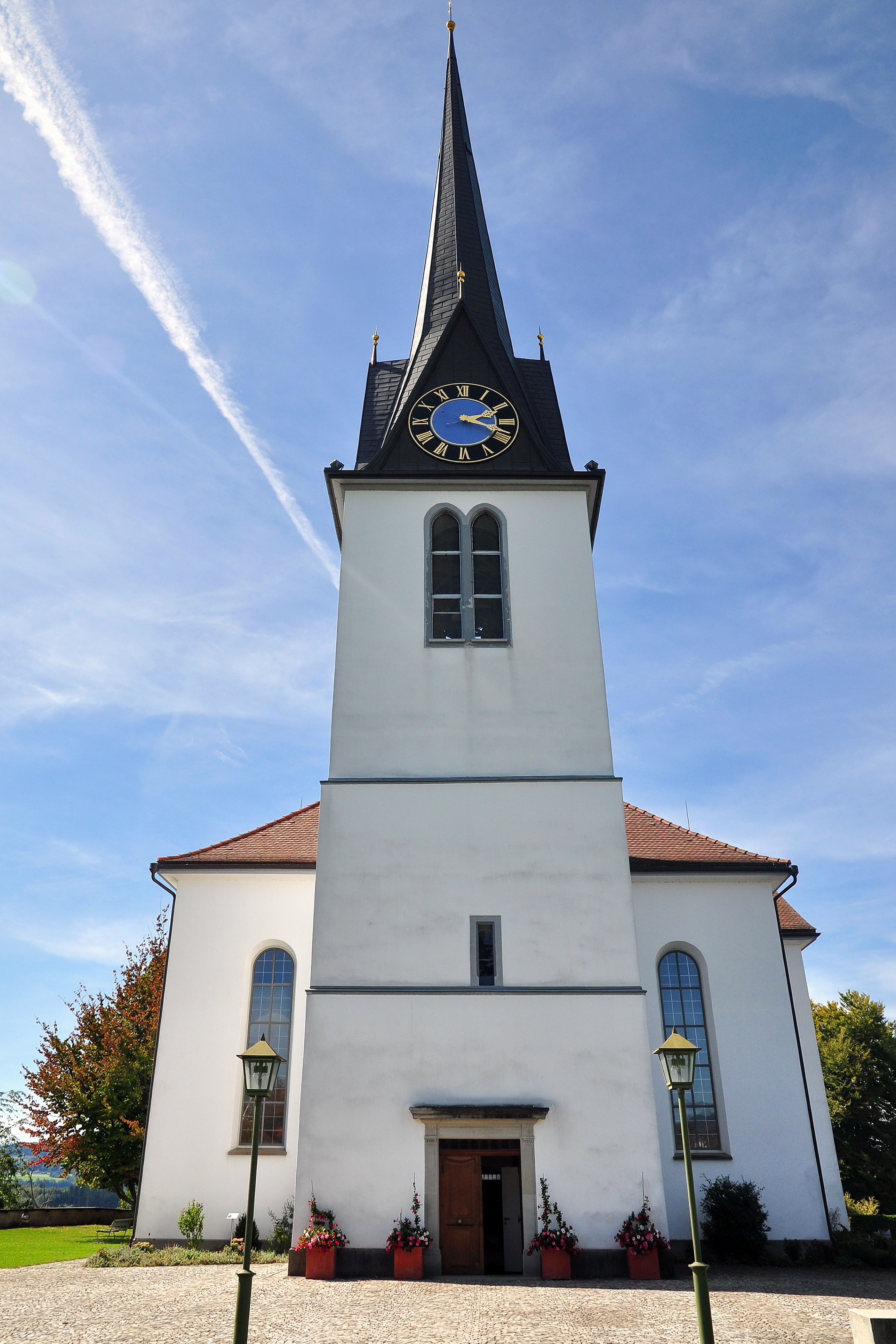
Aussenansicht

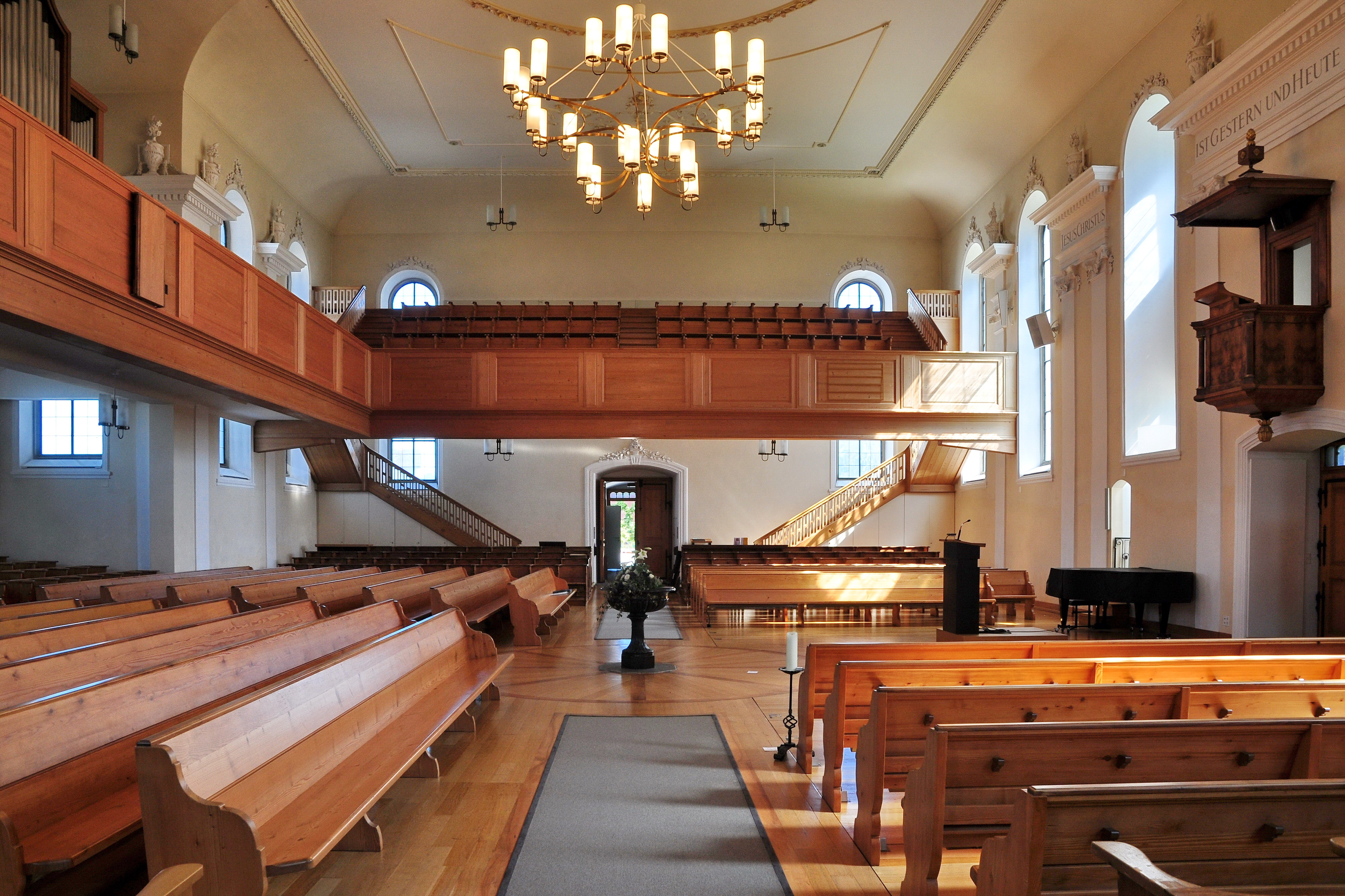
Innenraum

Die Reformierte Kirche Gossau ist eine Querkirche in der Gemeinde Gossau, Kanton Zürich, Schweiz.

## Geschichte
Eine Marienkirche ist in Gossau seit dem Jahr 877 bezeugt. Aufgrund von Platznot wurde 1819 ein Neubau nach dem Vorbild der Kirche Hinwil beschlossen.

## Architektur
Die Kirche mit ihrem markanten schwarzen Spitzturmhelm erhebt sich auf einer Anhöhe über dem Dorf. Das Gotteshaus wurde 1820–1821 nach dem zu dieser Zeit für protestantische Kirchen beliebten Schema der quergerichteten Emporenhalle erbaut. Anders als bei Querkirchen des Rokoko münden die den Innenraum gliedernden Pilastern in ein Gebälk mit Zahnschnittfries und bekrönenden Vasen.
Dieselben strengen klassizistischen Formen wandte Gotthard Geissenhof, der Stuckateur der Kirche, später bei der komplett von ihm konzipierten Kirche von Bäretswil an. 1842 erhielten die Stuckaturen eine farbige Fassung.

## Ausstattung

### Orgel

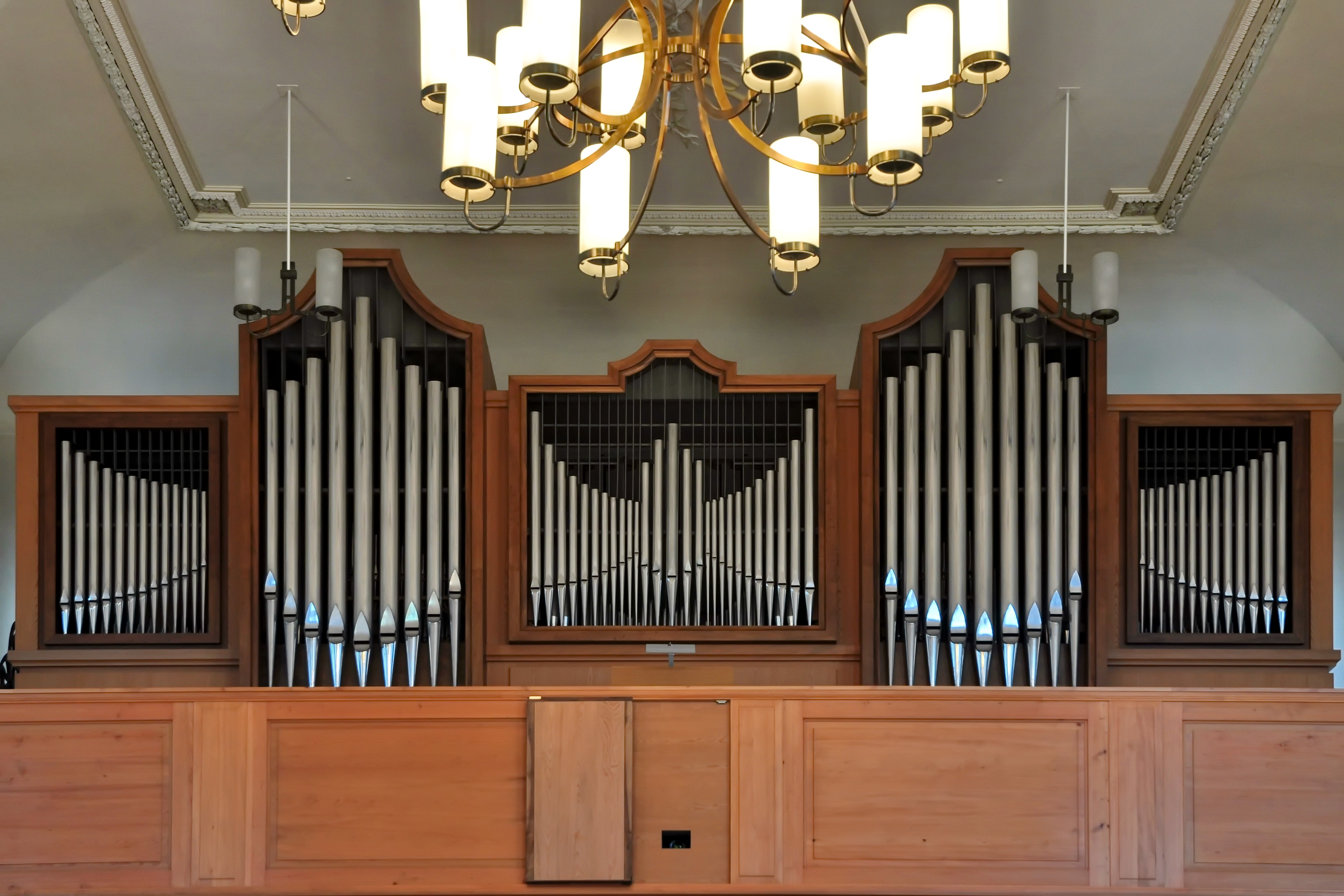
Orgel der Reformierten Kirche Gossau ZH

Eine erste Orgel (1811 aus dem «Sonnenhof» in Trogen AR erworbenes Occasionsinstrument mit elf1 Registern, 1766 erstmals erwähnt) wurde 1812 auf der Chorempore der alten Kirche platziert. Sie war seit Huldrych Zwinglis Orgelverbot eine der ersten, die in einer Zürcher Kirche erklang. Dies geschah hier unter der Auflage, sie solle gebraucht werden «niemals bey dem öffentlichen Gottesdienste, sondern einzig bey Nachgesängen und Privat-Musiken und auch dann auf keine für eine Kirche ungeziemende und der Würde und Bestimmung eines der öffentlichen Gottesverehrung gewidmeten Gebäudes zuwiderlaufenden Weise». 
Ab 1821 fand diese Orgel in der neuen Kirche Verwendung. Dort wurde sie 1898 durch ein pneumatisches Instrument von Carl Theodor Kuhn ersetzt.
Die heutige durch Rudolf Ziegler-Heberlein, Uetikon am See erbaute Orgel auf der längsseitigen, der Kanzel gegenüberliegenden Empore datiert von 1963. Sie hat einen Umfang von 36 Registern auf drei Manualen und Pedal. 1997 bekam sie einen neuen Spieltisch durch Orgelbau Kuhn, Männedorf. Diese Orgelbaufirma reparierte die Orgel auch, als sie 2002 durch auf das Kirchendach stürzende Teile eines Baukrans beschädigt wurde.

### Glocken
Im Kirchturm der reformierten Kirche Gossau läutet ein fünfstimmiges Glockengeläut der Gießerei H. Rüetschi aus dem Jahr 1933. Die Glocken erklingen in der Melodielinie des Läutemotivs Wachet auf, ruft uns die Stimme.
| Glocke | Name          | Durchmesser | Gewicht | Schlagton |
| ------ | ------------- | ----------- | ------- | --------- |
| 1      | Zeichenglocke | 2040 mm     | 5000 kg | As°       |
| 2      | Elfuhrglocke  | 1620 mm     | 2500 kg | c'        |
| 3      | Vesperglocke  | 1305 mm     | 1300 kg | es'       |
| 4      | Betzeitglocke | 1155 mm     | 0850 kg | f'        |
| 5      | Kinderglocke  | 1035 mm     | 0630 kg | as'       |